# Spijkerbom
Een spijkerbom is een bom gevuld met spijkers die dezelfde rol vervullen als granaatscherven: mensen verwonden buiten het effect dat de ontploffing heeft.
Spijkerbommen worden vaak gebruikt in zelfmoordaanslagen omdat ze veel gewonden veroorzaken. 